# Rock With You
"Rock With You" er en hit-single fra 1980, skrevet af Rod Temperton og udgivet af Michael Jackson på albummet Off the Wall. Sangen var nummer et på den amerikanske hitliste.
| Musik | Spire Denne musikartikel er en spire som bør udbygges. Du er velkommen til at hjælpe Wikipedia ved at udvide den. |